# The Real Glory
The Real Glory (bra: A Verdadeira Glória) é um filme estadunidense de 1939, dos géneros ação, guerra e ficção histórica, realizado por Henry Hathaway.

## Sinopse
Uma revolta da população em Manila leva o exército norte-americano a investigar. Sem poder enviar exércitos, decidem mandar especialistas à região, para ensinar os nativos a se defender. São escolhidos o capitão George Manning (Russell Hicks), que conhece o território; o capitão Steve Hartley (Reginald Owen), o melhor instrutor no activo; o tenente Swede Larson (Broderick Crawford), que nunca desobedeceu a uma ordem; e o tenente McCool (David Niven), que nunca obedeceu a uma ordem, mas é o melhor nas Filipinas.
Juntamente está o tenente Bill Canavan (Gary Cooper), um médico da marinha, que tem como função manter os outros quatro vivos. Rafael (Charles Waldron), um padre que sempre viveu na região em causa, pede ao coronel Hatch (Roy Gordon) que o exército não deixe Mysang, pois Alipang (Tetsu Komai), o principal chefe, uniu todas as tribos em Mindanao.
Alipang espera a partida dos exércitos para que os indígenas desçam as encostas e ataquem a região. Hatch acaba por ser morto por um guerreiro, numa missão suicida. O próximo comandante, Manning, acaba por ter o mesmo fim. Então Hartley assume o comando, mas ele esconde algo: está a ficar cego.

## Elenco
- Gary Cooper (Dr. Bill Canavan)
- David Niven (Tenente Terence McCool)
- Andrea Leeds (Linda Hartley)
- Reginald Owen (Capitão Steve Hartley)
- Broderick Crawford (Tenente Swede Larson)
- Kay Johnson (Mabel Manning)
- Russell Hicks (Capitão George Manning)
- Vladimir Sokoloff (Datu)
- Benny Inocencio (Miguel)
- Charles Waldron (Padre Rafael)
- Rudy Robles (Tenente Yabo)
- Tetsu Komai (Alipang)
- Roy Gordon (Coronel Hatch)
- Henry Kolter (General)